# Solunsko primirje
Solunsko primirje ili Primirje s Bugarskom potpisano je 29. rujna 1918. na pregovorima o primirju u Solunu između Kraljevine Bugarske i saveznika. Sporazum o primirju je proistekao iz zahtjeva bugarske vlade od 24. rujna za prekidom vatre. Primirje je efektivno okončalo bugarsko sudjelovanje u Prvom svjetskom ratu na strani Središnjih sila, a na bugarskom bojištu je stupilo na snagu u podne 30. rujna. Primirje je reguliralo demobilizaciju i razoružanje bugarskih oružanih snaga.
Potpisnici primirja su bili francuski general Franchet d'Esperey koji je zastupao Antantu i komisija koju je imenovala bugarska vlada, a činili su je general Ivan Lukov (član glavne komande bugarske vojske), Andrej Ljapčev (član vlade) i Simeon Radev (diplomat). Solunskim primirjem Bugarska ne samo što je izašla iz Prvog svjetskog rata, nego je lišila sebe šansi za nacionalno ujedinjenje. Dokument će ostati na snazi sve do sklapanja mirovnog ugovora iz Neuillyja na Seini.